# Molophilus aterrimus
Molophilus aterrimus är en tvåvingeart som beskrevs av Alexander 1936. Molophilus aterrimus ingår i släktet Molophilus och familjen småharkrankar. Inga underarter finns listade i Catalogue of Life.